# Eunica bechina
A Eunica bechina é uma espécie de borboletas especializadas em depositar seus ovos nas folhas do pequi. Possuem comportamento sofisticado, sobrevoando as plantas e detectando formigas predadoras e reconhecendo as inofensivas.